# Original Album Series
Original Album Series è un box raccolta di Ivan Cattaneo, pubblicato nel 2011, che contiene i cinque album incisi negli anni ottanta per l'etichetta CGD: Urlo (1980), 2060 Italian Graffiati (1981), Ivan il terribile (1982), Bandiera gialla (1983), Vietato ai minori (1986).

## Tracce
CD 1 - Urlo (1980):
1. Pupa
2. Clinica Paradiso
3. Madame Satan
4. Polisex
5. W la guerra
6. Kiss me I'm italian
7. Cha Cha Che Guevara
8. Extramore
9. Messaggio cifrato
10. Neonda

CD 2 - 2060 Italian Graffiati (1981):
1. Il Geghegè
2. Il ballo del mattone
3. Nessuno mi può giudicare
4. Un ragazzo di strada
5. Una zebra a pois
6. Ragazzo triste
7. Yeeh!!!
8. Saint Tropez Twist
9. Che colpa abbiamo noi
10. I Watussi
11. Stessa spiaggia, stesso mare
12. Abbronzatissima
13. Coccinella
14. Sei diventata nera

CD 3 - Ivan il terribile (1982):
1. Toro torero!
2. Bassa quota
3. Italian slip
4. Odio & amore
5. Bit Bit Urrà
6. Totem & tabù
7. Fly pianeta Fly
8. Shanghai express
9. Scarabocchio
10. Paradiso-noia
11. Baci & lacrime
12. Sesso selvaggio
13. Idolo biondo
14. Narciso (Ivan il terribile)

CD 4 - Bandiera gialla (1983):
1. La bambolina che fa no no
2. Bang Bang
3. Sono bugiardo
4. Ho difeso il mio amore
5. Piangi con me
6. Io ho in mente te
7. Sognando la California
8. Resta
9. Se perdo anche te
10. La bambola
11. Per vivere insieme
12. Prendi la chitarra e vai

CD 5 - Vietato ai minori (1986):
1. Gira gira
2. Il volto della vita
3. Neo latina
4. Winchester Cathedral
5. Se tu mi regali un fiore
6. Ogni volta
7. La tua immagine
8. Sacumdì Sacumdà
9. Buondì
10. Na na hey hey kiss him goodbye
11. Brigitte Bardot
12. Soldi soldi soldi
13. La ragazza di Ipanema
14. Hallo I love you / Light my fire
15. Speedy Gonzales
16. Da-Da-Um-Pa